# Wilfried Yeguete
Wilfried Yeguete (Pessac, 16 ottobre 1991) è un cestista francese con cittadinanza centrafricana.

## Palmarès
- Campionato francese: 1

Le Mans: 2017-18
- Leaders Cup: 1

Le Mans: 2025
- Eurocup: 1

Monaco: 2020-21